# Абакумова (житловий мікрорайон Донецька)
Абакумова (також «Селище шахти імені Є. Т. Абакумова») — мікрорайон на заході міста Донецька, Україна. Названий на честь російського діяча вугільної промисловості — Єгора Трохимовича Абакумова

## Загальні відомості
- Довжина з півночі на південь — 1,5 км;
- Довжина зі сходу на захід — 2 км;
- Кількість вулиць, бульварів, проспектів — 15;
- Загальна довжина вулиць —  км;
- Ріки — 1:
  1. р. Лозова.
- Кількість териконів — 1.
  1. Терикон № 22 [1]

## Історія
У 1928-1931 рр. майбутній міністр Є. Т. Абакумов загнав лопату на пів-багнета в місце гирла майбутнього клітьового ствола шахти "Петрово-Лідіївка", урочисто відкривши будівництво нової шахти. В 1940-му вже були готові стовбури, облаштований приствольний руддвор, транспортна розв’язка і 2 лави, які німецька окупаційна влада прийняла з теплим почуттям німецької подяки. Пізніше на захід від споруджуваної шахти, ближче до с. Старомихайлівка, почали будувати шахтне селище, як вказує Афанасій Яковлевич Лисенко, на місці, іменованому «Площадка», стояли 2 намети (круглий і довгий). Попри те, що восени 1941 р. шахта була виведена з ладу затопленням, німці що прийшли в Донбас в 1942 р. відновили та запустили шахту. За словами очевидців, техніка окупантів була на рівні 60-х рр..
Після звільнення Донбасу, в грудні 1946 р. запрацювала шахта «Гігант», яка в дійсності виявилася колишньою шахтою «Петрово-Лідіївка». Шахта "Гігант" дійсно почала розвиватися стрімко, гігантськими кроками прямуючи в світле комуністичне післязавтра, саме абакумовці, єдині у вугільній галузі виховали в своєму колективі трьох Героїв Соцпраці ... А військовополонені німці, крім вуглевидобутку та кладовища залишили більш відчутні і прагматичні сліди свого перебування -  багато будинків селища шахти «Гігант». Групи військовополонених ударними темпами зводили житловий фонд у Сталіно, і на "гігантських" степових просторах зокрема. Тільки незрозуміло, чи був табір військовополонених де то поблизу або їх доставляли з легендарного закладу, яке розташовувалося на території колишнього Кіровського лісгоспу. Саме там "в бараках німці полонені на хліб міняли ножички", і ці віртуозно спрацьовані кустарні плоди німецьких умільців, ще дбайливо зберігаються в деяких донецьких сім'ях як красива історична пам'ять, як реліквії давно минулих днів.

Селище Абакумова у 1962 році

Пізніше шахта отримала ім'я Е. Т. Абакумова. У 50-і рр.. з'явилися перші автобуси на Лідіївський напрямку. Маршрут № 4 від Міського саду до селища ш-ти ім. Е.Т. Абакумова, обслуговувався однодверним ЛАЗом і пов'язував центр Донецька з шахтою  Абакумова.
У 50-х рр.. існувала вузькоколійка від парку (кінцева - приблизно в районі нинішньої зупинки РОБОЧИХ автобусів) до вул. Базарна (нині - Івана Марченко) у с. Старомихайлівка. Проходила вона по території сучасного шахтного парку, який зараз, на жаль, покинутий. Вузькоколійкою курсував пасажирський потяг з вагонеток під англійським електровозом на колії 600 мм - більшість михайловців працювали на шахті. Довго існувала колія 600 мм через автодорогу на Красногорівку - від проммайданчика шахти на майданчик, обладнаний козловим краном. Залишки колії 600 мм є і на проммайданчику шахти ім. Абакумова. Є навіть "трьохрельсові" ділянки - одна загальна рейка, одна - для вагонеток на колію 600 мм, інша - для вагонеток на колію 900 мм.
У 60-і рр.. автобусний маршрут № 41 зв'язав центр з селищем шахти ім. Абакумова; автобуси ходили з інтервалом 5 хвилин (тобто частіше, ніж зараз). У 80-і рр.. з'явився експрес-маршрут № 8 від селища шахти ім. Абакумова на Критий ринок. Пізніше - авторейси на залізничний вокзал, Красногорівку, ст. Рутченкове, Трудівське, Текстильник.

## Географія
Розташований у північно-західній частині  Кіровського району, знаходиться  між шахтами Абакумова і Скочинського, і мікрорайоном  Бірюзова зі східного боку, а з західного боку обмежений селом Старомихайлівка Мар'їнського району .
З півночі та півдня селище обмежений дачними кооперативами «Троянда». Також в північній частині мікрорайону тече річка Лозова. 
Близько чверті житлового масиву займають споруди німецьких військовополонених, звані «Сталінками». А більшу частину займають горезвісні чотириповерхові «хрущовки». 
Основною магістраллю мікрорайону є вулиця Дагестанська, попри те, що саме тут закінчується найдовша вулиця в Донецьку, вулиця Кірова.

## Клімат
див. Клімат у м. Донецьк

## Транспорт
Від АС Абакумова відходять автобуси у напрямку до  Залізничного вокзалу (маршрут № 22), до АС Центр (маршрут № 41) та до Критого ринку (маршрут № 8) і маршрутні таксі за напрямками: Текстильник ( № 66 і 88)

## Освіта і наука
- Функціонують дві загальноосвітні школи I-III ступенів № 77 і № 85

## Екологія
Досліджено 5 ставків Кіровського району (ставки житлових масивів Абакумова, шахти
"Лідієвка", "Бабаково-1", "Бабаково-2",  ставок мікрорайону Бірюзова).  В угрупованнях
фітопланктону траплялися водорості трьох відділів: Cyanoprokaryota, Bacillariophyta, 
Chlorophyta.  Взагалі визначено 40  видів. Найбільше видове різноманіття було притаманне
відділу Chlorophyta. Найбільше видове та родове різноманіття мали родини Scenedesmaceae, 
Selenastraceae  та Naviculaceae.  Також значним родовим та видовим різноманіттям
відзначалася родина Oocystaceae.  Таким чином,  у фітопланктоні формувався протококово-
діатомовий комплекс. Сапробність досліджених ставків Кіровського району дорівнювала 2,5 
й відповідала β-мезосапробній зоні (зона помірного забруднення). 

## Культура та мистецтво

### Парки
Парк ім. Є.Т. Абакумова

### Музеї та експозиції
Музей (Був) в ПК ім. Є.Т. Абакумова

### Палаци культури
- Палац Культури імені Є. Т. Абакумова

## Пам'ятки
- Фізкультурно-оздоровчий комплекс «Мрія»
- Стадіон «Абакумовец»

## Промислові підприємства
Шахта ім. Є.Т. Абакумова

## Внутрішні гроші
У 1990 році шахта імені Абакумова випустила внутрішні гроші.

## Цікаві факти
Однією зі знімальних майданчиків художнього фільму  Дзеркало для героя був «Старий Парк» на Абакумова. 
Зйомки відбувалися при вході в парк на тлі пам'ятника шахтаря з відбійним молотком у 1987 році. 